# Salicornia bigelovii
Salicornia bigelovii är en amarantväxtart som beskrevs av John Torrey. Salicornia bigelovii ingår i släktet glasörter, och familjen amarantväxter. Inga underarter finns listade i Catalogue of Life.